# 수원대학교
수원대학교(水原大學校, University of Suwon)는 대한민국 경기도 화성시에 위치한 사립 종합대학이다.

## 연혁
1981년 12월 26일, 학교법인 삼익학원의 이종욱에 의하여 수원대학이 설립되었다. 이듬해 3월 개교하였다. 1988년 11월, 종합대학으로 개편되며 수원대학교로 교명을 변경하여 현재에 이르고 있다.
한편, 2015년과 2016년, 교육부의 대학구조개혁평가에서 D등급을 받은 바 있다. 다만, 2017년 위 평가로 인한 재정 지원 제한 조치가 해제되었다. 2018년, 대학기본역량진단에서 역량강화대학으로 선정된 이력이 있다.

## 총장 목록
수원대학 시절에는 학장이 임명되다가, 1988년 종합대학으로 승격된 이후 총장을 임명하고 있다.
수원대학교 총장은 교수 등 교직원들의 업무를 감독하고, 교무를 총괄하며 학생을 지도하고 학교를 대표한다. 학교법인 고운학원 이사회에 의하여 임명되며, 임기는 4년이다.
| 역대   | 이름   | 단과대학 | 임기                   | 비고                                                                       |
| ------ | ------ | -------- | ---------------------- | -------------------------------------------------------------------------- |
| 초대   | 이종욱 |          | 1989년 3월~1993년 5월  | - 학교법인 고운학원 설립자 겸 이사장 - 삼익건설 회상                       |
| 제2대  | 최영박 |          | 1993년 6월~1996년 7월  |                                                                            |
| 제3대  | 이종욱 |          | 1996년 8월~2000년 7월  | - 연임                                                                     |
| 제4대  | 이종욱 |          | 2000년 8월~2004년 7월  | - 연임                                                                     |
| 제5대  | 이종욱 |          | 2004년 8월~ 2008년 7월 | - 연임                                                                     |
| 제6대  | 이종욱 |          | 2008년 8월~2009년 3월  | - 연임                                                                     |
| 제7대  | 이인수 |          | 2009년 4월~2013년 3월  |                                                                            |
| 제8대  | 이인수 |          | 2013년 3월~2017년 4월  | - 연임                                                                     |
| 제9대  | 이인수 |          | 2017년 4월~2018년 2월  | - 연임                                                                     |
| 제10대 | 박진우 |          | 2018년 2월~2020년 2월  |                                                                            |
| 제11대 | 박철수 |          | 2020년 2월~2023년 2월  | - 고려대학교 산업공학과 학사 - 산업연구원 책임연구원 - 수원과학대학교 총장 |
| 제12대 | 임경숙 |          | 2023년 3월~            |                                                                            |

## 교육편제

### 학부
수원대학교는 인문사회대학, 경상대학, 공과대학, ICT융합대학, 건강과학대학, 미술대학, 음악대학, 융합문화예술대학, 국제대학 등 9개 단과대학 아래 21학부, 10학과, 50전공을 설립하여 학사 과정을 교수하고 있다.

### 대학원
수원대학교의 대학원은 일반 1개원, 특수 13개원으로 구성되어 있다. 일반대학원의 경우, 석사 29학과, 박사 21학과의 과정을 지원하고 있다.
특수대학원으로 경영대학원, 고용서비스대학원, 공공정책대학원, 공학대학원, 교육대학원, 글로벌창업대학원, 문화예술대학원, 미술대학원, 뷰티사이언스대학원, 사회복지대학원, 스포츠과학대학원, 음악대학원, 호텔관광대학원 등을 설립하고 있다.

## 캠퍼스 풍경

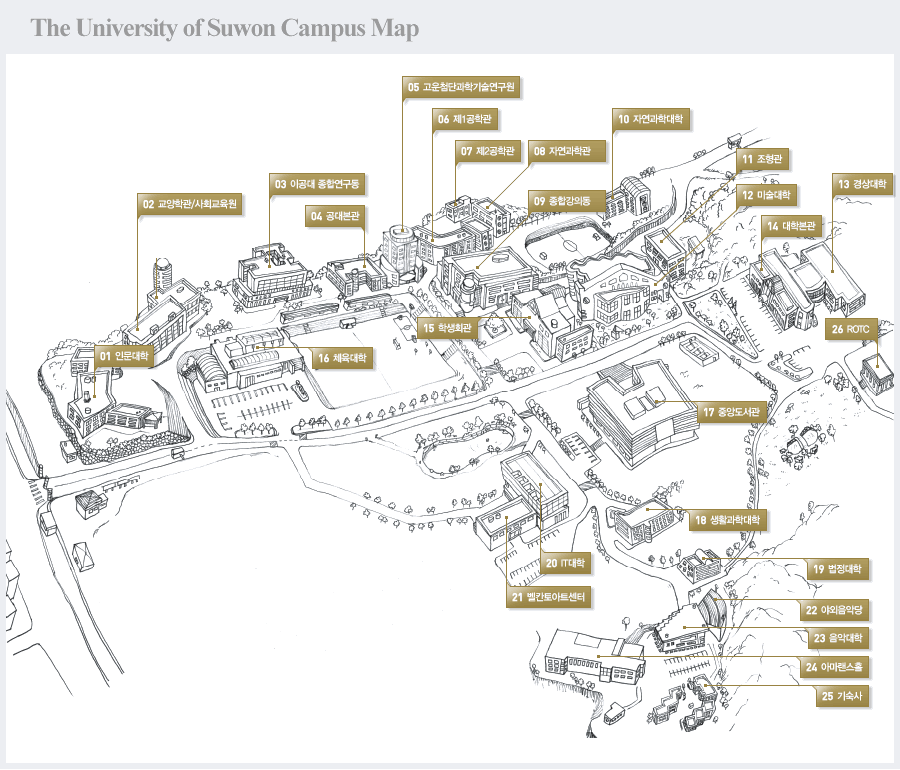
수원대학교 캠퍼스 요도

수원대학교는 대한민국 경기도의 사립 대학으로, 와우리에 캠퍼스가 소재하며, 캠퍼스 남동부 일부는 안녕동에 걸쳐있다. 캠퍼스에는 약 25동의 건축물이 위치한다. 캠퍼스 북부에서 동측으로 와우안길, 서측에서 와우로34번길과 접속되어 캠퍼스 접근이 가능하다.

## 사건/사고
2022년 7월 10일 학교법인 고운학원에서 학령인구 감소에 따른 만성적인 학생충원율 부족을 타개하기 위해 수원과학대와 통합 추진하고 있다.
9월 1일 교육부에 통합 신청서를 제출하였다.